# کیم چول-اوک
کیم چول-اوک (انگلیسی: Kim Chol-ok؛ زادهٔ ۱۵ اکتبر ۱۹۹۴) بازیکن فوتبال اهل کره شمالی است.
از باشگاه‌هایی که در آن بازی کرده‌است می‌توان به باشگاه فوتبال ۲۵ آوریل اشاره کرد.
وی همچنین در تیم ملی فوتبال زنان کره شمالی بازی کرده‌است.